# Confine di Stato di Piaggio Valmara
Il confine di Stato o Valico di Piaggio Valmara è sede di un valico di frontiera fra la provincia del Verbano-Cusio-Ossola, Italia e il Canton Ticino, Svizzera, sul confine col comune svizzero di Brissago.

## Descrizione
Il valico italiano è detto "di Piaggio Valmara" per il nome della frazione del comune di Cannobio in cui si trova. È considerato molto importante, per il traffico di merci, per il frontalierato e per il turismo estivo. Vi termina la strada statale 34 del Lago Maggiore (dal lato italiano) e la strada cantonale 13 (dal lato svizzero). 
È sede di una Squadra Operativa Stanziale della Guardia di Finanza. A seguito degli accordi di Schengen, dal 12 dicembre 2008, è venuta meno la presenza fissa dei Carabinieri.
Nella notte di Natale e all'Epifania, ogni due anni, Piaggio Valmara ospita il presepe vivente, che si svolge da oltre 40 anni. L'8 febbraio è la festa della Madonna, per questa occasione la banda cittadina va a suonare in questa piccola frazione.